# Лазін
Лазін (пол. Łazin) — село в Польщі, у гміні Беляви Ловицького повіту Лодзинського воєводства.
Населення — 208 осіб (2011).
У 1975—1998 роках село належало до Скерневицького воєводства.

## Демографія
Демографічна структура станом на 31 березня 2011 року:
|          | Загалом | Допрацездатний вік | Працездатний вік | Постпрацездатний вік |
| -------- | ------- | ------------------ | ---------------- | -------------------- |
| Чоловіки | 105     | 23                 | 68               | 14                   |
| Жінки    | 103     | 9                  | 65               | 29                   |
| Разом    | 208     | 32                 | 133              | 43                   |